# 1999 RV215
1999 RV215, também escrito como 1999 RV215, é um objeto transnetuniano (TNO) que está localizado no cinturão de Kuiper, uma região do Sistema Solar. Este corpo celeste possui uma magnitude absoluta (H) de 8,4 e, tem um diâmetro estimado com cerca de 92 km.

## Descoberta
1999 RV215 foi descoberto no dia 07 de setembro de 1999 pelos astrônomos J. X. Luu, D. C. Jewitt e C. A. Trujillo.

## Órbita
A órbita de 1999 RV215 tem uma excentricidade de 0.073 e possui um semieixo maior de 44.807 UA. O seu periélio leva o mesmo a uma distância de 36.493 UA em relação ao Sol e seu afélio a 47.985.